# Ibrahim Darghouthi
Ibrahim Darghouthi ou Brahim Darghouthi (arabe : إبراهيم درغوثي), né le 21 décembre 1955 à El Mahassen dans le Jérid, est un écrivain tunisien, auteur de nouvelles et de romans.
Diplômé de l'École normale d'instituteurs de Tunis en 1975, il enseigne dans diverses écoles ; il est directeur d'une école primaire à Gafsa en 2013. Il est par ailleurs membre du comité directeur de l'Union des écrivains tunisiens et dirige sa branche de Gafsa. 
Il figure à la 460e place d'un classement des 500 Arabes les plus influents selon Arabian Business.

## Nouvelles
- (ar) Les Palmiers meurent debout, éd. Samed, Sfax, 1989
- (ar) Le Pain amer, éd. Samed, Sfax, 1990
- (ar) Un Homme très respectable, éd. Sahar, Tunis, 1995
- (ar) Un peu loin… au-delà du mirage, éd. Dar El Ithaf, Siliana, 2002 (Comar d'or 2003)
- (ar) Un si simple jeu de hasard, éd. La Médina, Hammamet, 2004
- (ar) Chroniques de la femme aux galoches d’or, éd. Maison tunisienne du livre, Tunis, 2012

## Romans
- (ar) Les Simples d'esprit retournent en exil, éd. Dar Haouar Lilnachir, Damas, 1994, rééd. Sahar, Tunis, 1999 puis Dar Al Bouraq, Monastir, 2011
- (ar) La Fin du monde... maintenant, éd. Dar Haouar Lilnachir, Damas, 1994, rééd. Sahar, Tunis, 1999 puis Dar Al Bouraq, Monastir, 2011
- (ar) Les Fenêtres de minuit, éd. Sahar, Tunis, 1996, rééd. Dar El Maaref, Sousse, 2008
- (ar) Les Secrets du chef du protocole, éd. Samed, Sfax, 1998